# Morrisville, Bucks County, Pennsylvania
Morrisville är en ort i Bucks County i delstaten Pennsylvania, USA.